# Recurvirostra andina
L'avocetta delle Ande (Recurvirostra andina Philippi e Landbeck, 1861) è un uccello della famiglia dei Recurvirostridi originario del Sudamerica e diffuso dal Perù all'Argentina nord-occidentale.

## Descrizione

### Dimensioni
Misura 43-48 cm di lunghezza, per 315-410 g di peso; il tarso ha una lunghezza di 77-84 mm.

### Aspetto
Questa avocetta, dal corpo compatto e tarchiato, ha dei tarsi relativamente brevi se paragonati a quelli degli altri membri della sua famiglia. Il suo piumaggio è simile a quello dei cavalieri del genere Himantopus, ma il suo becco leggermente ricurvo è molto simile a quello delle altre avocette. Tuttavia, differisce da queste ultime per le sue iridi di colore arancione, il suo anello orbitale giallo, nonché per un gran numero di parti del corpo (testa, collo, parte alta della mantellina, groppone e parti inferiori) che formano un insieme bianco. Le parti bianche del piumaggio sono frequentemente macchiate di ruggine sul lato inferiore. Il resto della mantellina e le ali variano dal nero al marrone molto scuro.
Il becco è nero e le lunghe zampe sono blu-grigiastre. Per quanto riguarda il piumaggio, non notiamo alcun dimorfismo sessuale. Nei giovani le piume delle regioni superiori presentano un bordo rossastro appena percepibile, che svanisce molto rapidamente a seguito dell'usura.

### Voce
Il repertorio vocale è abbastanza simile a quello degli altri membri della famiglia. La vocalizzazione più caratteristica è una specie di latrato a 2 sillabe che può essere trascritto nel modo seguente: kluut-kluut. È possibile udire anche delle note più liquide hwip ..... hwip .... hwip che vengono lanciate ad una cadenza più veloce quando l'uccello si sente in pericolo. Il repertorio è completato da bassi grugniti.

## Biologia
Possediamo poche informazioni riguardo ai movimenti e agli spostamenti effettuati da questo uccello. Si ritiene generalmente che sia per lo più sedentario e resti vicino ai suoi siti di nidificazione per buona parte dell'anno. Tuttavia, l'avocetta delle Ande effettua dei movimenti altitudinali scendendo nelle vallate durante i mesi che vanno da aprile a luglio. Effettua anche dei vagabondaggi in prossimità del litorale del Cile e del Perù, anche se in quest'ultimo paese, nel mese di luglio, sia presente perfino a 5000 metri di altitudine.

### Alimentazione
La dieta è poco conosciuta. In apparenza le avocette delle Ande sembrerebbero nutrirsi degli invertebrati che si librano in volo al di sopra delle acque dei laghi e dei bacini artificiali. La loro tecnica di pesca preferita è quella di falciare con il loro lunghissimo becco nelle acque poco profonde. Talvolta vengono utilizzate anche altre strategie, come quella di nuotare nell'acqua o di lasciarsi galleggiare. Nella parte meridionale dell'areale, questi animali si alimentano in associazione con il fenicottero del Cile (Phoenicopterus chilensis).

### Riproduzione
Presso le avocette delle Ande, la stagione di riproduzione non è molto ben definita: sembrerebbe aver luogo durante l'estate locale, ma il suo sviluppo corretto dipende essenzialmente da una buona distribuzione delle precipitazioni. La deposizione delle uova ha luogo in settembre-ottobre, ma anche in gennaio-febbraio, in quanto sembrerebbe che la specie deponga due covate stagionali durante l'anno. Questa doppia nidificazione è praticata anche da altri membri della famiglia dei Recurvirostridi, in particolare dai cavalieri d'Italia (Himantopus himantopus).
Ogni covata comprende generalmente 4 uova. I pulcini sono ricoperti da un piumino bianco-grigiastro con macchie più scure sulle parti superiori e interamente bianco su quelle inferiori. Non possediamo altre informazioni al riguardo.

## Distribuzione e habitat
Le avocette delle Ande sono originarie del Sudamerica, più precisamente delle regioni centro-occidentali di questo continente. Il loro territorio copre principalmente il Perù centrale (provincia di Junín) e prosegue fino all'Argentina nord-occidentale (provincia di Catamarca), passando attraverso la Bolivia occidentale e il Cile settentrionale. Questa specie è monotipica, vale a dire non ha sottospecie.
Le avocette delle Ande nidificano ad altitudini elevate, generalmente al di sopra dei 3100 metri e fino a 3500 metri sulle montagne del Cile. Sulla cordigliera delle Ande, frequentano più precisamente l'ecoregione denominata Puna, caratterizzata da clima freddo, precipitazioni scarse, rilievo abbastanza accidentato e temperature che non superano i 6 gradi. La Puna è costituita da altopiani, vulcani, laghi, lagune salate e salares. Spesso, le avocette delle Ande si insediano attorno a piccoli bacini artificiali. Apprezzano anche i prati umidi che vengono temporaneamente invasi dalle acque alcaline.
Al di fuori della stagione della nidificazione, questi grossi trampolieri frequentano le distese pianeggianti che si affacciano sull'oceano, battute dall'andirivieni delle maree.

## Conservazione
La IUCN classifica l'avocetta delle Ande come «specie a rischio minimo» (Least Concern). Il suo status non è molto ben definito, ma la specie è considerata piuttosto rara. Tuttavia, è possibile osservarne regolarmente piccoli gruppi di 15-30 esemplari. La condizione di isolamento della popolazione stanziata nel Perù meridionale potrebbe costituire una prova del deterioramento del suo habitat. L'estrema aridità che regna attorno al lago Poopó nella Bolivia occidentale è una delle manifestazioni più eclatanti del degrado dell'ambiente naturale della regione. La superficie occupata dall'areale della specie, tuttavia, rimane ancora piuttosto estesa. La caccia alle avocette, inoltre, non è una pratica molto comune in Perù.